# 타블로이드 朴 - Episode 1. J양의 진실
《타블로이드 朴 - Episode 1. J양의 진실》은 2004년 9월 24일에 MBC에서 방영한 베스트극장이다.

## 등장 인물

### 주요 인물
- 권오중 : 박한수 역
- 이지희 : 최윤정 역
- 안석환 : 함 국장 역
- 김명국 : 오 부장 역
- 권용운 : 김 역
- 송귀현 : 보자관 역

### 그 외 인물
- 김창준
- 김태영
- 양형욱
- 차영옥
- 정재곤 : 김상진 역
- 김동균
- 원종례
- 곽여진
- 송수영 : 정수진 역
- 김형범 : 주 기자 역
- 정승재 : 이 기자 역
- 김남길 : 정수진의 매니저 역
- 서일현
- 장남경